# Куйбышевский район (Томск)
Куйбышевский район — административный район в Томске, существовавший с 1938 до 1959 года.
Назван в честь Валериана Куйбышева, русского революционера.

## История
Согласно постановлениям Новосибирского облисполкома от 4 ноября 1937 года и Президиума Томского горсовета 7 января 1938 года Томск был разделён на три городских района: Куйбышевский, Вокзальный и Кировский.
Такое деление просуществовало до 6 октября 1959 года, когда было отменено городское районирование.

## Улицы и площади
- Площадь Революции.